# Florian Menz (Skispringer)
Florian Menz (* 12. September 1994 in Schmalkalden) ist ein ehemaliger deutscher Skispringer.

## Werdegang
Florian Menz wuchs in Steinbach-Hallenberg auf. Seit 2001 ist er im Skiclub Steinbach-Hallenberg aktiv. Hier wird er vom ehemaligen Skispringer Ralph Gebstedt gefördert. Seit 2005 besucht er das Sportgymnasium Oberhof.
Seine internationale Karriere startete mit 13 Jahren, als er 2008 mit Springen bei internationalen FIS-Rennen in Zakopane und Baiersbronn begann. 2009 und 2010 startete Menz mehrfach im Alpencup. Dort erreichte er Platzierungen um Platz 30. National sicherte er sich 2009 den Schülermeistertitel durch zwei Doppelsiege im Schülercup in Ruhpolding und Rastbüchl.
Menz nahm am Europäischen Olympischen Winter-Jugendfestival 2011 in Liberec teil. Dort erreichte er als bester deutscher Teilnehmer Platz 10 im Einzelwettbewerb. Im Teamspringen konnte das deutsche Skisprungnachwuchsteam die Bronzemedaille gewinnen.
Die nordischen Skispiele der OPA in Baiersbronn nutzte Menz, um seine erste internationale Einzelmedaille zu gewinnen. Er belegte Platz 3.
In der Saison 2011/2012 knüpfte Menz an seine kontinuierliche Leistungssteigerung an. Er belegte im polnischen Szczyrk Platz 2 und Platz 5 im FIS Cup. Im Februar gelang ihm erstmals der Aufstieg in den Continental Cup. Dort belegte er auf Anhieb den 17. und 26. Platz im norwegischen Oslo. Daraufhin wurde Menz für die kommende Saison in den C-Kader des DSV berufen.
Für Florian folgten in der Saison 2012/2013 weiter COC-Teilnahmen in Lillehammer, Chaikovsky und Klingenthal. Zeitgleich bestritt er weiterhin Alpencups und erreichte in Seefeld in Tirol den achten Platz, in Planica Platz 6 und in Kranj den 2. Platz. Der Saisonhöhepunkt ereignete sich unweit von seiner Heimat, im thüringischen Brotterode, als Menz mit Platz 15 sein bestes Resultat im Continental Cup erreichen konnte. Mit Platz 16 im COC im polnischen Wisla machte Menz erneut auf sich aufmerksam. Die Wintersaison beendete er mit Platz 29 im COC in Liberec.
In der Saison 2013/2014 musste Menz einen Rückschlag hinnehmen. Er stürzte bei einem Sommerlehrgang im französischen Courchevel und musste lange Zeit mit Verletzungen kämpfen. Menz ist Mitglied des B2 Kader des DSV.
Im Juni 2014 legte Menz sein Abitur am Sportgymnasium Oberhof ab und seit September gehört er der Sportfördergruppe der Bundeswehr in Oberhof an. Für Menz begann die Saison 2014/2015 erfolgreich. Er konnte im August mit einem Doppelsieg in Berchtesgaden und im September mit einem zweiten Platz in Oberstdorf die Führung in der Gesamtwertung des Deutschlandpokals übernehmen. Kurz nach seinem 20. Geburtstag schaffte er mit Platz 8 und Platz 9 im FIS-Cup in Planica wieder einen Erfolg auf internationaler Ebene.
Diesen Aufschwung konnte Menz nicht mit in den Winter nehmen. In der FIS-Cup-Serie konnte er nicht mehr unter die Top 30 springen, sodass er sich wieder national beweisen musste. Menz kam rechtzeitig in Form, um an seinem Saisonhöhepunkt, der Winter-Universiade in Štrbské Pleso, teilzunehmen. Bei einem Männerfeld mit Weltcuperfahrung erreichte Menz als 29. den zweiten Durchgang, mit dem deutschen Studententeam konnte er Platz 4 belegen.
Seinen letzten Wettbewerb absolvierte Menz im Rahmen des Deutschlandpokals im deutschen Oberstdorf.
Menz begann im Oktober 2015 ein Medizinstudium. Nach dem Bestehen des ersten Abschnitts der ärztlichen Prüfung im Sommer 2017, studiert er mittlerweile im 10. Semester und ist Teil einer Forschungsgruppe am Universitätsklinikum Jena. Durch seine Studienleistungen wurde er in die Vorauswahl für den Samuel-Hyde-Gedächtnispreis aufgenommen, der vielversprechende Nachwuchswissenschaftler fördern soll.